# Cressin-Rochefort
Cressin-Rochefort è un comune francese di 372 abitanti situato nel dipartimento dell'Ain della regione dell'Alvernia-Rodano-Alpi. È bagnato dal fiume Séran, che nel suo territorio comunale confluisce nel Rodano.

## Società

### Evoluzione demografica
Abitanti censiti